# Ourapteryx szechuana
Ourapteryx szechuana là một loài bướm đêm trong họ Geometridae.